# نیکون ای‌اف-اس دی‌ایکس نیکور ۳۵میلی‌متر اف/۱٫۸جی
نیکون ای‌اف-اس دی‌ایکس نیکور ۳۵میلی‌متر اف/۱٫۸جی (به انگلیسی: Nikon AF-S DX Nikkor 35mm f/1.8G) نام لنز دوربین عکاسی از نوع ثابت است که توسط شرکت نیکون تولید می‌شود. فاصلهٔ کانونی این لنز ۳۵ میلی‌متر، دیافراگم آن دارای ۷ تیغه و ضریب اف آن اف ۱٫۸ تا اف ۲۲ است. 